# Дванаест гневних људи
Дванаест гневних људи (енгл. 12 Angry Men) је амерички драмски филм из 1957. године, режисера Сиднија Лумета, који представља адаптацију истоимене телевизијске представе Реџиналда Роуза из 1954. Прича прати пороту од 12 људи који размишљају о томе да ли да осуде или ослободе 18-годишњег оптуженог на основу основане сумње, присиљавајући поротнике да испитују свој морал и вредности.
Филм открива многе технике постизања консензуса и тешкоће које су у овом процесу наишле међу овом групом мушкараца чији спектар личности додаје интензитет и сукоб. Такође истражује моћ, којом једна особа мора да оствари промене. Чланови пороте су идентификовани само бројем; ниједно име није откривено, све до размене дијалога на самом крају. Филм приморава ликове и публику да процене сопствену слику о себи, посматрајући личност, искуства и поступке поротника. Филм је такође значајан по скоро ексклузивној употреби једног истог сета у коме се одвија цијела радња филма, изузев три минута.
Конгресна библиотека је 2007. године изабрала филм за Национални регистар филмова, као „културно, историјски и естетски значајан”. Филм је изабран и као друга најбоља судска драма икада, од стране Америчког филмског института на њиховој Топ 10 листи.

## Радња
У преврућој соби за пороту, суднице у Њујорку, порота се припрема да размотри случај 18-годишњег сиромашног младића оптуженог да је ножем избоо свог оца до смрти. Судија им даје инструкције да, уколико постоји основана сумња, поротници морају да донесу пресуду да оптужени није крив; ако буде проглашен кривим, окривљени ће добити смртну казну. Пресуда мора бити једногласна.
У почетку се докази чине убедљивим: једна комшиница је сведочила да је са свог прозора видела како оптужени избада свог оца. Други комшија је сведочио да је чуо како окривљени прети да ће убити оца и очево тело како пада о тло, а затим је кроз шпијунку на вратима угледао оптуженог како трчи поред његовог стана. Дечак има насилну прошлост и недавно је купио сечиво исте врсте као што је пронађено на месту убиства, али је тврдио да је изгубио своје. Нож на месту догађаја очишћен је од отисака прстију.
Чини се као да поротници у почетку лагано прихватају одлуку. Поротник 7 је посебно жељан да те вечери искористи своје карте за бејзбол утакмицу. У прелиминарном гласању, сви поротници гласају да је оптужени крив, осим поротника 8, који сматра да би требало да разговарају пре доношења пресуде. Он доводи у питање поузданост сведока и такође баца сумњу на наводну јединственост оружја за убиство, вадећи идентичан нож из џепа. Каже да не може да прогласи оптуженог кривим, јер постоји разумна сумња. Пошто својим аргументима, наизглед, не успева да убеди ниједног од осталих поротника, поротник 8 предлаже тајно гласање, од кога ће се суздржати; ако сви остали поротници и даље изгласају кривицу, он ће се сложити. Откривају да је један члан пороте гласао да оптужени није крив. Поротник 9 открива да је променио глас, поштујући мотиве поротника 8 и слажући се да би требало да буде више дискусије.
Поротник 8 тврди да од буке воза који је тада пролазио, други сведок не би био у могућности да јасно чује претњу за коју је тврдио да је чуо. Поротник 5 мења свој глас, као и поротник 11, који верује да се окривљени, ако је заиста убио оца, не би се вратио на место злочина неколико сати касније како би извадио оружје, јер је већ очишћено од отисака прстију. Поротник 8 истиче да људи често кажу „Убићу те!”, али без буквалног значења.
Поротници 5, 6 и 8 даље преиспитују причу другог сведока. Поротник 3 је бесан и након вербалне препирке покушава да нападне поротника 8, узвикујући „Убићу га!”. Поротник 8 истиче да ово доказује његов став о речима оптуженог. Поротници 2 и 6 мењају своје гласове; порота је сада равномерно подељена.
Поротник 4 сумња у алиби оптуженог, заснован на немогућности дечака да се присети неких детаља који се тичу његовог алибија. Поротник 8 тестира личну меморију поротника 4. У стању је да се сети догађаја из претходне недеље, са потешкоћама сличним оптуженом. Поротници 2, 3 и 8 расправљају о томе да ли је окривљени могао да избоде свог много вишег оца из доњег угла, на крају одлучивши да је физички могуће, мада и необично. Поротник 5 истиче да би неко ко је знао како да користи нож, држао би га испод руке и убоо под углом према горе.
Нестрпљив у жељи за одласком, поротник 7 мења глас и суочава се са поротником 11; поротник 7 инсистира, мада неуверљиво, да мисли да оптужени није крив. Поротници 1 и 12 такође мењају своје гласове, остављајући само три гласа за кривицу. Поротник 10 се разбешњава. Остали поротници, изузев поротника 4, окрећу му леђа. Када опази да га нико не слуша, поротник 4 тврди да га слуша и говори му да седне и буде миран. Поротник 4 изјављује да жена која је видела убиство са друге стране улице стоји као чврст доказ. Поротник 12 враћа се свом мишљењу да је оптужени крив.
Након што је видео како поротник 4 трља нос због иритација отисака од својих наочара, поротник 9 схвата да је иста сведокиња имала исте отиске на њеном носу, што указује да она носи наочаре, али да их није носила на суђењу. Поротник 8 говори да сведокиња, која је покушавала да заспи кад је видела убиство, није носила наочаре кад се то догодило и не би имала времена да их стави како би добила јасан увид у особу која је извршила убиство, чинећи њену причу сумњивом. Преостали поротници, изузев поротника 3, мењају свој глас и изјашњавају се да оптужени није крив.
Поротник 3 се све више мучи давајући нове аргументе, надолазећи на раније напомене о његовој затегнутој вези са сопственим сином. У тренутку беса, поротник 3 цепа фотографију њега и сина, након чега почиње да плаче. Он мрмља да оптужени није крив, чинећи гласање једногласним. Док остали одлазе, поротник 8 помаже узнемиреном поротнику 3 са његовим капутом. Оптуженог проглашавају невиним, а поротници напуштају судницу. У кратком епилогу, поротници 8 и 9 се први пут представљају један другом по својим именима, пре него што се разиђу.

## Улоге
| Број поротника | Лик | Глумац        | „Није крив” по реду |
| -------------- | --- | ------------- | ------------------- |
| 1              | Председник пороте, помоћник средњошколског тренера америчког фудбала.                                                  | Мартин Балсам | 9                   |
| 2              | Покоран и непретенциозан банкарски радник којим доминирају други.                                                      | Џон Фидлер    | 5                   |
| 3              | Најстраснији заговорник пресуде за кривицу.                                                                            | Ли Џ. Коб     | 12                  |
| 4              | Рационални, спокојни, самопоуздани и аналитички берзански посредник.                                                   | Е. Г. Маршал  | 11                  |
| 5              | Навијач Балтимор Ориолса, који је одрастао у насилничкој страћари, осетљив на увреде о његовом васпитању.              | Џек Клугман   | 3                   |
| 6              | Чврст, али принципијелан фарбар кућа.                                                                                  | Едвард Бинс   | 6                   |
| 7              | Духовити продавац и навијач Јенкија, који је равнодушан према својој улози.                                            | Џек Ворден    | 7                   |
| 8              | Дејвис, архитекта, првобитно једини који је гласао да оптужени није крив и отворено преиспитује наизглед јасне доказе. | Хенри Фонда   | 1                   |
| 9              | Мекардл, интелигентни, мудри старац, који добро опажа детаље.                                                          | Џозеф Свини   | 2                   |
| 10             | Агресиван, гласан и нетрпељив власник гараже.                                                                          | Ед Бегли      | 10                  |
| 11             | Европски часовничар и одомаћен амерички грађанин, који је и велики патриота.                                           | Џорџ Восковец | 4                   |
| 12             | Неодлучни рекламни извршилац.                                                                                          | Роберт Вебер  | 8                   |

## Продукција
Сценарио Реџиналда Роуза за Дванаест гневних људи првобитно је искоришћен за телевизију и емитован је на ЦБС-у у оквиру програма Студио један, 1954. године. Цели материјал те верзије био је изгубљен, многи су помислили заувек, али је коначно пронађен 2003. године.
Успех телевизијске представе резултовао је екранизацијом на великом платну. Хенри Фонда је ангажовао режисера Сиднија Лумета, који је до тада снимао телевизијске пројекте као што су Алкоа аур и Студио један, као и Роуза за сценаристу. Ово е био први дугометражни Луметов филм, а Фонди и Роузу, који су продуцирали филм, била је то прва и последња улога продуцената. Фонда је касније изјавио како више никад неће продуцирати филм. Снимање је трајало мање од три недеље, са буџетом од око 350 хиљада долара.
На почетку филма, камере су позициониране изнад нивоа очију, са монтираним објективима широких углова, како би пружили публици појаву веће дубине између ликова, али како филм напредује фокална даљина објектива се постепено повећава. На крају филма, скоро свако је приказан изблиза, уз помоћ телеобјектива са нижег угла, са смањењем или скраћењем дубине поља. Лумет је изјавио како је његова намера у коришћењу оваквих техника, била да створи гледаоцу осећај клаустрофобије.

## Пријем
Након премијере, критичари су хвалили филм. А.Х. Велер из Њујорк тајмса, написао је: „То је напета, привлачна и неодољива драма која сеже пуно даље од граница зидова поротничке собе.” Међутим, долазак боје и раскошних продукција потиснули су занимање за филм, који није доживио велики успех на биоскопским благајнама.
Данас се филм сматра „класиком” кога једнако цене и критика и публика. Роџер Иберт га је навео у својој збирци Сјајни филмови, а тренутно се налази на петој позицији, ИМДб-ове листе 250 најбољих филмова свих времена. Осим тога, има стопостотну позитивну оцену критике и публике на филмском порталу Rotten Tomatoes. Амерички филмски институт је прогласио Поротника број 8, којег глуми Хенри Фонда, 28. највећим филмским јунаком 20. века.

## Награде
Филм је номинован за награду Оскар у категоријама за најбољи филм, најбољег режисера и најбољи адаптирани сценарио. У све три категорије је изгубио од филма Мост на реци Квај. На Берлинском филмском фестивалу, филм је освојио главну награду, Златног медведа.
Амерички филмски институт је изабрао филм као другу најбољу судску драму икада на својој Топ 10 листи, иза филма Убити птицу ругалицу, док се сматра најбољом судском драмом на листи сајта Rotten Tomatoes од 100 најбољих филмова икада.